# Justin Holborow
Justin Holborow, pseudonimo di Justin Bevis (Sydney, 17 settembre 1996), è un attore australiano, noto per il ruolo di Harley Canning in Neighbours, per il ruolo di Jack Stewart in Reef Doctors - Dottori a Hope Island e per quello di Griff in Conspiracy 365.

## Biografia
Justin è nato a Sydney, Australia. Sua madre, Sarah Holborow, è una designer. Ha una sorella più giovane, Tahli Bevis.
Si trasferì a Bangkok all'età di 12 anni, dove fu educato alla Harrow International School per oltre un anno, dove ha interpretato Bugsy in una produzione di Piccoli gangsters, dopo di che è tornato a Sydney con la madre e la sorella. Qui ha frequentato alla Newtown High School of the Performing Arts. Dopo essere entrato a far parte del cast di Reef Doctors, all'età di 14 anni, si è trasferito a Queensland, dove ha continuato la sua formazione a tempo parziale. Justin attualmente vive a Melbourne con lo zio.

## Filmografia

### Cinema
- Boys in the Trees, regia di Nicholas Verso (2016)
- A Suburban Love Story, regia di Stephen Wallace (2018)

### Televisione
- Conspiracy 365 – serie TV, episodi 1x4-1x6 (2012)

- Neighbours – serial TV, 24 puntate (2012)
- Reef Doctors - Dottori a Hope Island (Reef Doctors) – serie TV, 13 episodi (2013)
- Deep Water – miniserie TV, episodi 1x1-1x2 (2016)